# بایان (داش‌کسن)
بایان (به لاتین: Bayan، به ارمنی: Բանանց بانانتس) منطقه‌ای مسکونی در جمهوری آذربایجان است که در شهرستان داش‌کسن واقع شده‌است. بایان ۲۰۴۷ نفر جمعیت دارد و پرجمعیت‌ترین بخش در این شهرستان پس از داش‌کسن است.

## ریشه واژه
بانانتس در زبان ارمنی به‌معنی کارگاه یا کارخانه است.